# Rafael Garza Gutiérrez
Rafael Garza Gutiérrez (13 de dezembro de 1896 - 3 de julho de 1974) foi um futebolista mexicano. Ele competiu na Copa do Mundo FIFA de 1930, sediada no Uruguai.